# Uschatscha
Die Uschatscha (russisch und belarussisch Уша́ча) ist ein linker Nebenfluss der Düna in der Wizebskaja Woblasz in Belarus.
Die Uschatscha entspringt 24 km westlich von Lepel. Sie fließt in überwiegend nördlicher Richtung. Auf halber Strecke passiert sie die Kleinstadt Uschatschi. An der Mündung in die Düna liegt die Großstadt Nawapolazk.
Die Uschatscha hat eine Länge von 118 km. Sie entwässert ein Areal von 1150 km². Ihr mittlerer Abfluss beträgt 8 m³/s.